# Ultrasauros
Ultrasauros macintoshi
Cet article possède un paronyme, voir Ultrasaurus.
Genre
Espèce
Ultrasauros est un genre éteint, aujourd'hui invalide, de dinosaures herbivores de la famille des diplodocidés. Il est considéré comme synonyme du genre Supersaurus, dont une seule espèce a été décrite, Ultrasauros macintoshi, à partir d'os d'un membre antérieur. Ce dinosaure vivait en Amérique du Nord à la fin du Jurassique supérieur (Kimméridgien et Tithonien), soit il y a environ entre 154,8 à 143,1 millions d'années.
À l'origine, le genre fut nommé Ultrasaurus, puis il fut rebaptisé Ultrasauros car un autre dinosaure, de Corée du Sud, portait déjà ce nom. Ses restes furent trouvés à côté d'un autre immense dinosaure, dénommé Supersaurus, mais des découvertes postérieures montrent qu'il s'agit lui aussi d'un Supersaurus,.

## Publication originale
- (en) Olshevsky, « A revision of the parainfraclass Archosauria Cope, 1869, excluding the advanced Crocodylia », Mesozoic meanderings, 24 octobre 1991, vol. 2, p. 1-196.